# Tỏi rừng Hòn Bà
Tỏi rừng Hòn Bà hay tỏi Trường (danh pháp hai phần Aspidistra truongii) là một loài tỏi rừng thuộc họ Măng tây Asparagaceae được phát hiện năm 2011 tại khu bảo tồn thiên nhiên Hòn Bà và được công bố năm 2013 trên tạp chí khoa học của Đài Loan Taiwania. Tên loài được đặt theo tên của tiến sĩ Lưu Hồng Trường, Phó Viện trưởng Viện Sinh Thái học Miền Nam, Viện Hàn lâm Khoa học và Công nghệ Việt Nam, người có công phát hiện ra và mô tả đầu tiên.

## Mô tả
Aspidistra truongii là thực vật mọc sát mặt đất, có căn hành bò, phân nhánh. Lá mọc thẳng từ đất, cuống lá thẳng cứng, dài 30–40 cm. Phiến lá hình elip hẹp, mọc uốn gần như ngang, dài khoảng 20 cm, màu xanh đậm, láng. Hoa lưỡng tính, mọc đơn hoặc cụm 2-3 bông, mọc úp xuống gần mặt đất, có bao màu nâu đỏ hoặc nâu tím, rộng 2–4 cm, với 6 thùy. Nhị hoa 6, bao phấn không cuống, màu vàng. Nhụy hoa dạng nấm, màu trắng, nuốm có 3 thùy. Quả hình cầu, màu nâu đen, đường kính gần 2 cm, trên bề mặt có gai xù xì. Mùa ra hoa: tháng 4-6